# Edmigazelle
De edmigazelle (Gazella cuvieri)  is een zoogdier uit de familie van de holhoornigen (Bovidae). De wetenschappelijke naam van de soort werd voor het eerst geldig gepubliceerd door Ogilby in 1841.

## Voorkomen
De soort komt voor in Algerije, Marokko en Tunesië. 